# ЯГ-4

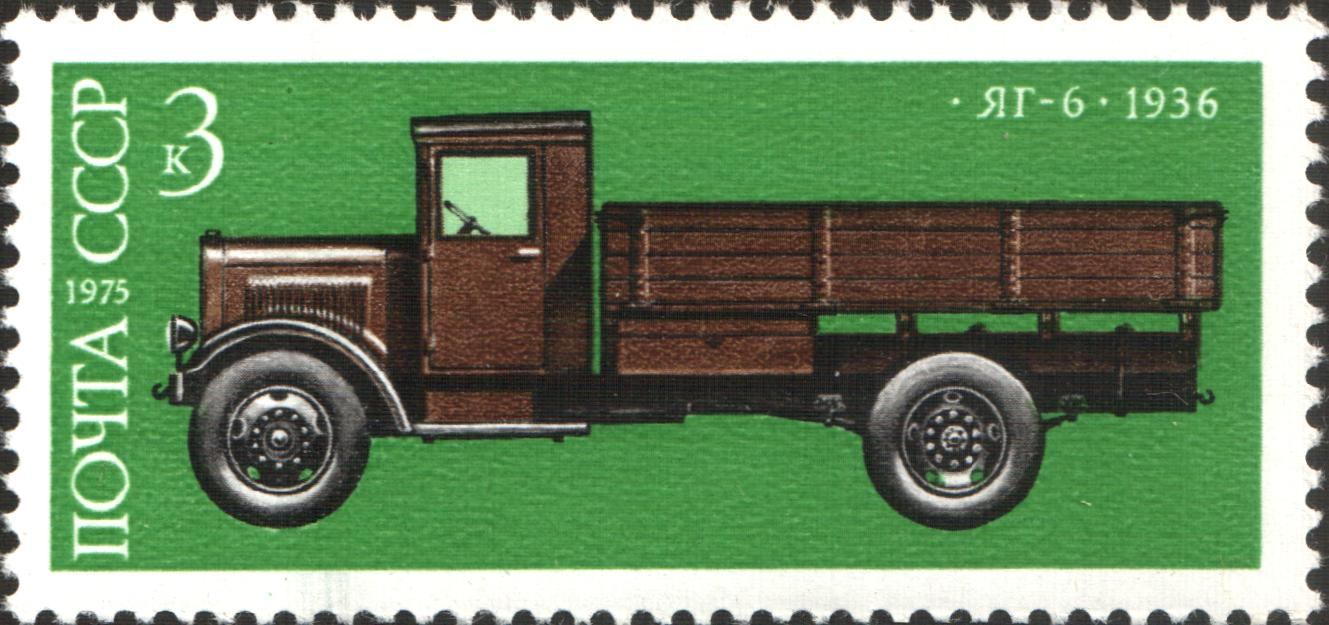
ЯГ-6 — Модернизированный вариант ЯГ-4. Почтовая марка. 1975 г.

ЯГ-4 — советский тяжёлый грузовой автомобиль грузоподъёмностью 5 тонн, выпускавшийся на Ярославском государственном автозаводе с января 1934 по 1936 год.

## Общие сведения
ЯГ-4 представлял из себя вариант ранее выпускавшегося на том же заводе грузовика ЯГ-3, но с новым силовым агрегатом (двигателем, сцепление, КПП) от грузовика ЗИС-5 — более мощного, чем устанавливавшийся на ЯГ-3 силовой агрегат АМО-3. В результате тяговые характеристики автомобиля несколько улучшились, хотя автомобилю по прежнему не хватало мощности. При этом максимальная скорость автомобиля осталась той же, что и у ЯГ-3.
С 1934 по 1936 год было изготовлено 5348 автомобилей ЯГ-4.
В 1934 году был создан экспортный вариант грузовика ЯГ-4, получивший обозначение ЯГ-5 и отличавшийся кузовом (т. н. «монгольского» типа — с пониженной платформой и колёсными нишами), увеличенным бензобаком и улучшенной отделкой. В 1934—1935 годах было изготовлено 16 таких машин.
На базе ЯГ-4 выпускался первый советский самосвал ЯС-1. В 1935—1936 годах было изготовлено 573 самосвала.
В 1936 году ЯГ-4 был модернизирован, после чего машина получила обозначение ЯГ-6.

## Технические характеристики
- Кузов: деревянная платформа с откидными бортами
- Колёсная формула: 4 × 2
- Рабочий объём двигателя: 5,56 л
- Число цилиндров: 6
- Степень сжатия: 4,7
- Номинальная мощность: 73 л.с. при 2300 об/мин
- Масса пустого автомобиля: 4670 кг без шофёра (4750 кг с шофёром)
- Грузоподъёмность: 5000 кг
- Максимальная скорость: 42 км/ч
- Расход топлива: 43,5 л на 100 км
- Годы выпуска: 1934—1936

## Стоимость
На 1934 год цена грузовика ЯГ-4 с шофёрским инструментом и резиной на 7 колёс — 11 840 рублей, а шасси ЯГ-4 с кабиной, с шофёрским инструментом и резиной на 7 колёс — 11 425 рублей (шасси без кабины в той же комплектации — 10 640 рублей).